# Massimo Gobbi
Massimo Gobbi, né le 31 octobre 1980 à Milan, est un ancien footballeur international italien évoluant au poste de milieu de terrain ou de défenseur central.

## Biographie
Le 16 août 2006, Massimo Gobbi joue son premier et seul match en équipe nationale sous les ordres de Roberto Donadoni, lors du match perdu (0-2) contre la Croatie, en remplaçant Massimo Ambrosini à un quart d'heure de la fin.